# Tišina (národní přírodní rezervace)
Tišina byla národní přírodní rezervace ev. č. 446 poblíž obce Lázně Libverda v okrese Liberec. Oblast spravuje Správa ochrany přírody.
Důvod ochrany představoval smíšený jehličnato-listnatý porost na skalnatém podkladu.
Chráněné území bylo formálně zrušeno k 16. srpnu 1999, kdy bylo začleněno do nově vzniklé NPR Jizerskohorské bučiny.